# Боб Макаду
Боб Макаду (енгл. Bob McAdoo; Гринсборо, 25. септембар 1951) је бивши амерички кошаркаш.
Играо је на позицији крилног центра или центра. Изабран је у 1. кругу (2. укупно) НБА драфта 1972. од стране Бафало Бравеса. У својој четрнаестогодишњој НБА каријери остварио је многе успехе. Игравши за неколико НБА тимова, освојио је 2 НБА прстена, једанпут је проглашен за најкориснијег играча лиге. Макаду је петоструки НБА Ол-стар, два пута је биран у најбољи тим и три пута био је најбољи стрелац лиге. Примљен је у кошаркашку Кућу славних 2000. године и уврштен је у 50 особа које су највише допринеле Евролиги.